# 蒙卡达
蒙卡达，是西班牙巴伦西亚自治区巴伦西亚省的一个市镇。总面积16平方公里，总人口18631人（2001年），人口密度1164人/平方公里。